# کول‌تپه ۳
کول تپه ۳ مربوط به هزاره اول قبل از میلاد - دوره اشکانیان - دوره ساسانیان است و در شهرستان سرآب، بخش مرکزی، دهستان حومه، ۸۰۰ متری شمال غربی روستای هریس واقع شده و این اثر در تاریخ ۶ اسفند ۱۳۸۵ با شمارهٔ ثبت ۱۷۵۲۳ به‌عنوان یکی از آثار ملی ایران به ثبت رسیده است.